# 元惠王后
元惠王后（원혜왕후，?—1022年）金氏，父亲是高丽侍中金殷傅，安山人。
初稱安福宮主，高麗顯宗十一年（1020年）五月改安福爲延德宮主。十三年（1022年）六月三十卒，諡號元惠，葬懷陵。十六年（1025年）四月追贈王妃，十八年（1027年）五月加諡號平敬王后，文宗時尊爲太后。

## 家族
- 父：金殷傅
- 姐姐：元成太后
- 夫：高麗顯宗
- 子：高麗文宗、平壤公王基
- 女：孝思王后